# Fiebrigella maculiventris
Fiebrigella maculiventris är en tvåvingeart som först beskrevs av Malloch 1934.  Fiebrigella maculiventris ingår i släktet Fiebrigella och familjen fritflugor. Inga underarter finns listade i Catalogue of Life.